# 賀盧
賀盧（？—？），代人，胡姓贺兰氏，又称贺赖卢、贺刺卢，北魏、南燕官员。

## 生平
贺卢跟随外甥拓跋珪平定中原，以功获赐爵辽西公。皇始元年（396年）十二月，拓跋珪派遣贺卢率领两万骑兵，会同卫王拓跋仪讨伐邺城，而贺卢自以为是拓跋珪的小舅舅，不肯接受拓跋仪的调度指挥，因此与拓跋仪产生矛盾。拓跋珪派遣使者责备贺卢，贺卢于是心怀愤恨。拓跋仪的司马丁建暗中与慕容德勾结，在拓跋仪和贺卢之间挑拨离间，又把这种情况写成书信用箭射进邺城告诉给了慕容德。皇始二年正月甲辰（397年2月18日），大风突起，天昏地暗。贺卢的军营之中出现火光，丁建对拓跋仪说：“贺卢在焚烧营地进行叛乱。”拓跋仪认为丁建说的很对，就迅速领兵撤退。贺卢听说拓跋仪后撤，也撤退了。丁建带领着部众向慕容德投降，并且建言拓跋仪的部队疲惫不堪，可以攻击。慕容德派遣桂阳王慕容镇、南安王慕容青率领骑兵七千追击北魏军队，大败魏军。等到拓跋珪敕令拓跋仪离开邺城，贺卢也率军退回，拓跋珪任命贺卢为广川郡太守。贺卢性格雄壮豪迈，耻居于冀州刺史王辅之下。天兴元年（398年）正月，贺卢偷袭杀死王辅，驱使勒逼冀州守兵，抢劫掠夺阳平郡、顿丘郡等地，又南渡黄河，投奔南燕王慕容德。慕容德任命贺卢为并州刺史，封广宁王。
太上五年（409年）五月，刘裕北伐南燕。南燕皇帝慕容超在东阳殿召见群臣，商议抗拒晋军。征虏将军公孙五楼说：“吴地的士兵轻装果决，利于战斗，刚开始的时候锋芒勇猛锐利，不能和他们较量。应该据守大岘，让他们无法进入，拖延时间，把他们的锐气泄掉，然后再从容地挑选二千精锐骑兵，沿着海滨南下，断绝他们的粮草运输，另外命令段晖率领兖州的军队沿着山地向东进军，在晋军的腹背处攻击，这是上策。分别命令各地的官员依靠险要自己固守，考虑估计所用的物质以外，剩下的全部烧毁，再把田野中的庄稼全部铲除，让敌人没有东西补充给养，他们远征的部队既没粮草，求战又找不到对手，一个月之间，我们就可以坐着控制他们了，这是中策。把敌人放入岘山，我们出城迎战，这是下策。”慕容超说：“京城地方殷富，人口众多，不能立即入驻守备。青苗遍布田野。不能全部铲除。假使用铲除青苗来守住都城，用以保全性命，朕做不到。现在我们占据了五州之地，有山河的坚固，有战车万乘，铁马万群，即使敌人越过大岘，到了平地，我们慢慢地用精锐骑兵去进攻他们，他们就会成为俘虏。”辅国将军广宁王贺卢苦苦劝谏，慕容超不听。退朝后，贺卢对公孙五楼说：“皇上不用我的计策，亡国不远了。”
太上五年六月己巳（409年7月10日），晋军推进到东莞郡，慕容超派遣公孙五楼、贺卢与左将军段晖等六名将领率领步兵骑兵五万人屯驻在临朐。
太上六年（410年）二月，贺卢与公孙五楼挖掘地道进攻晋军，作战不利。
广固被东晋攻占后，贺卢也陷落。

## 家庭

### 祖父
- 贺纥，贺兰部莫何弗

### 父母
- 贺野干，东部大人
- 拓跋氏，追尊魏昭成帝拓跋什翼犍之女，封辽西公主

### 兄弟姐妹
- 贺讷，北魏安远将军
- 贺染干，后燕建威将军、马邑公
- 献明皇后，嫁追尊魏献明帝拓跋寔
- 贺夫人，嫁魏道武帝拓跋珪